# Lepanthes conchilabia
Lepanthes conchilabia är en orkidéart som beskrevs av Carlyle August Luer och Alexander Charles Hirtz. Lepanthes conchilabia ingår i släktet Lepanthes och familjen orkidéer. Inga underarter finns listade i Catalogue of Life.